# L'isola del tesoro (miniserie televisiva 2012)
L'isola del tesoro (Treasure Island) è una miniserie televisiva britannica del 2012 in due puntate, adattamento del romanzo L'isola del tesoro di Robert Louis Stevenson. Prodotta da BSkyB e trasmessa nel Regno Unito su Sky1 il 1º gennaio ed il 2 gennaio 2012.
In Italia è stata trasmessa il 1º aprile e 8 aprile 2012 su Sky Uno.